# Laemophloeus foveolatus
Laemophloeus foveolatus là một loài bọ cánh cứng trong họ Laemophloeidae. Loài này được Reitter miêu tả khoa học năm 1876.